# Иван Фиданчев
Иван Димитров Фиданчев е български офицер, контраадмирал (генерал-майор).

## Биография
Роден е на 24 май 1927 г. в асеновградското село Патриарх Евтимово. В периода 1945 – 1949 г. учи във Военноморското училище във Варна. От септември 1953 г. старши лейтенант Фиданчев, служи като старши помощник-командир на Малютка М-203 в дивизион подводни лодки в Одеса. Между 1954 и 1958 г. е неин командир вече под български флаг. От 1958 г. до 1960 г. е командир на С-42 “Слава”, а след това до 1963 г. е на обучение във Военноморската академия в гр. Ленинград. В периода 1963 – 1967 г., Капитан Първи ранг Иван Фиданчев е командир на осми отделен дивизион подводни лодки, с изключителен принос за развитието на подводното дело. Завършва службата си като контраадмирал през 1979 г. и е заместник-командир на Военноморските сили. След пенсионирането си работи като заместник-директор на Кораборемонтния завод „Одесос“, след което плава с корабите на БМФ до 1992 г. Умира на 14 декември 1995 г. Част от вещите му, дипломите, медалите и други са предадени от съпругата му Емилия Фиданчева на Военноморския музей във Варна.